# Hülsbach (Schafbach)
Der Hülsbach ist ein gut drei Kilometer langer rechter und nordwestlicher Zufluss des Schafbachs im Westerwald.

## Geographie

### Verlauf
Der Hülsbach entspringt in der Nähe der Gleisanlagen der  Oberwesterwaldbahn in einem Waldgebiet südlich eines Standortübungsplatzes, welcher nordwestlich von Westerburg gelegen ist. 
Er fließt zunächst nach Westen, unterquert dann die Gleisanlage von Süden und erreicht dann den Nordwestrand von Westerburg. Dort verschwindet er in den Untergrund und taucht bald danach auf der Höhe eines Sportplatzes wieder auf. Er passiert  nun, teils verrohrt, die Ortschaft bit zur Stadtmitte und mündet schließlich in der Nähe des Marktplatzes in den Schafbach.

### Flusssystem Elbbach
- Fließgewässer im Flusssystem Elbbach